# Kenneth Zucker
Kenneth J. Zucker (1950) is een Amerikaans-Canadese psycholoog en seksuoloog. Hij werd in 2001 benoemd tot hoofdredacteur van Archives of Sexual Behavior. Hij was hoofdpsycholoog bij het Centre for Addiction and Mental Health (CAMH) in Toronto en tot december 2015 hoofd van de Gender Identity Service van CAMH. Zucker is professor op de afdelingen psychiatrie en psychologie aan de Universiteit van Toronto. Zucker staat bekend om zijn kritische houding tegenover medicalisering en operaties bij transjongeren en transadolescenten.

## Biografie
Zucker werkte samen met Susan Bradley, verzamelde twintig jaar lang klinische en onderzoeksgegevens en werd een internationale autoriteit op het gebied van genderdysforie bij kinderen (GDC) en adolescenten. In 2007 werd Zucker gekozen als lid van de American Psychological Association Task Force on Gender Identity, Gender Variance, and Intersex Condition, en in 2008 werd hij benoemd tot voorzitter van de American Psychiatric Association werkgroep over "Sexual and Gender Identity Disorders" voor de 2012 editie van de DSM-5. Hij was eerder lid van werkgroepen voor de DSM-IV en de DSM-IV-TR.
Zuckers therapeutische benadering kreeg nadien kritiek van voorstanders van gender affirming care. Op basis van een recensie van twee jonge psychiaters, waarin werd gesteld dat CAMH niet paste bij de huidige praktijken voor transgenderjongeren, werd Zucker ontslagen en sloot CAMH de kliniek. Zucker werd ervan beschuldigd dat zijn therapie te veel een vorm van conversietherapie zou zijn. Zucker spande een rechtszaak aan en won deze.